# Anklaget
Anklaget è un film del 2005 diretto da Jacob Thuesen.
La pellicola, che narra la vicenda di una ragazzina che accusa il proprio padre di molestie, è stata presentata in concorso alla 55ª edizione del Festival di Berlino.

## Trama
Henrik è un istruttore di nuoto di Copenaghen felicemente sposato con Nina, ma preoccupato, al pari della moglie, per la figlia Stine, quattordicenne dal carattere estremamente introverso.
Un giorno la ragazzina denuncia alla psicologa della scuola il proprio padre, reo di averla molestata quando lei aveva tra gli undici e i dodici anni.
Stine è assegnata ad una residenza protetta lontana da casa, mentre il padre è arrestato. In attesa di giudizio è costretto all'isolamento per la sua stessa incolumità. Al processo Stine parla di pochi episodi, tutti avvenuti in notti nelle quali la madre era fuori per lavoro, nelle quali il padre l'avrebbe approcciata come si fa tra moglie e marito. La difesa si appella al fatto che la ragazzina in passato ha detto bugie di tutti i generi, variamente documentate.
Henrik viene assolto ma i suoi problemi sono appena cominciati. L'accusa nei suoi confronti gli fa perdere i corsi di nuoto con i bambini e, ad ogni modo, tutti ora lo guardano con sospetto. E quando questo non avviene, con la moglie che lo ha sempre sostenuto, e con il giovane collega Pede che perde la fidanzata per difenderlo, è lui stesso a complicare i rapporti, per colpa dello stress crescente. Nina spinge per riportare a casa la figlia, ma questa cosa deve avvenire gradualmente e sotto il controllo di psicologi e assistenti sociali. Henrik inizialmente non rivuole la figlia a casa, quindi aggredisce sia la psicologa che ha aiutato la figlia a denunciarlo, sia la moglie che insiste per rimettere insieme la famiglia.
Comprese poi le ragioni della moglie, Henrik accetta di incontrare la figlia. Questa pretende che i due si vedano da soli. In un drammatico confronto, Henrik, ripercorre cosa avvenne in quegli incontri notturni con la figlia, prendendo finalmente consapevolezza delle sue colpe. Stine torna nella casa protetta, Nina capisce che l'incontro non è andato come sperava, ma è solo la mattina seguente che Henrik confessa anche alla moglie la verità.
A Nina cade il mondo addosso. Lascia la casa e il marito, che la supplica di denunciarlo. Lei non accetta e gli dice che deve essere lui a costituirsi e a raccontare tutto alla polizia. L'uomo, sotto choc, esce per strada ancora in accappatoio, quindi comincia a strisciare per terra e, incrociati dei bambini attoniti, chiede loro che chiamino un adulto. 

## Riconoscimenti
- 2005 - Festival di Berlino
  - Candidatura Orso d'oro
- 2005 - European Film Awards
  - European Film Awards per la miglior rivelazione - Prix Fassbinder a Jacob Thuesen
- 2006 - Premio Robert
  - Miglior attore protagonista a Troels Lyby
  - Candidatura Migliore attrice protagonista a Sofie Gråbøl
  - Candidatura Miglior montaggio a Per K. Kirkegaard
- 2006 - Premio Bodil
  - Candidatura Miglior attore protagonista a Troels Lyby
  - Candidatura Migliore attrice protagonista a Sofie Gråbøl